# Svartstjärtad visslare
Svartstjärtad visslare (Pachycephala melanura) är en fågel i familjen visslare inom ordningen tättingar.

## Utseende och läte
Svartstjärtad visslare är en knubbig tätting med kraftig näbb. Hanen har olivgrön rygg, svart huvud, vit haka, lysande gul undersida och en bred gul nackkrage. Honan är istället enfärgat grå ovan, ljusare grå under och gul understjärten, i vissa bestånd även gul på buken. Bland lätena hörs en ljudlig och genomträngande vissling med ett snärtigt slut.

## Utbredning och systematik
Svartstjärtad visslare delas in i fyra underarter med följande utbredning:
- Pachycephala melanura dahli – förekommer på öarna utanför sydöstra Nya Guinea och i Bismarckarkipelagen
- Pachycephala melanura melanura – förekommer i mangroveträsk i nordvästra Western Australia (Pilbara och västra Kimberley)
- Pachycephala melanura robusta – förekommer i mangroveträsk i norra Australien (Arnhem Land till centrala Queensland)
- Pachycephala melanura spinicaudus – förekommer på öar i norra Torres sundet

Studier visar att underarten dahli troligen istället bör föras till gulryggig visslare (P. aurea), som i så fall byter namn till P. dahli. Vissa urskiljer även underarten violetae, med utbredning i norra Australien, medan andra anser den vara en hybridform mellan robusta och nominatformen.

## Status och hot
Arten har ett stort utbredningsområde, men tros minska i antal, dock inte tillräckligt kraftigt för att den ska betraktas som hotad. Internationella naturvårdsunionen IUCN listar arten som livskraftig (LC).